# Kaman SH-2 Seasprite
El Kaman SH-2 Seasprite es un helicóptero naval con capacidad antisubmarina (ASW) y antibuque (ASuW). Provisto de un radar con alcance más allá del horizonte, este helicóptero aumenta y extiende las capacidades del armamento y de los sensores de los buques contra varios tipos de amenazas enemigas, incluyendo todo tipo de submarinos y buques de superficie. Comenzó a ser desarrollado por la compañía estadounidense Kaman Aircraft para la Armada de los Estados Unidos a finales de los años 1950 y recientemente, fue modernizado con una nueva versión para exportación, el Kaman SH-2G Super Seasprite.

## Historia
Es un helicóptero naval ligero, diseñado para operar desde la cubierta de popa de barcos Guarda Costas, Patrulla costera y fragatas, para cumplir con los requisitos de un helicóptero rápido, utilidad de todo tipo de clima de la Marina de los EE. UU. convocó un concurso en 1956. 
El modelo Kaman K-20 fue seleccionado como el ganador, el diseño Kaman tiene cuatro palas en el rotor principal y tres palas en el rotor de cola con un solo General Electric T58-8F motor de turbina, en posteriores modernizaciones se instalaron dos turbinas, debido a las necesidades especiales de un helicóptero naval.
En 1960, el HU2K fue designado como el principal candidato para un gran contrato de Royal Canadian helicóptero de la Armada antisubmarinos, y Canadá aprobó una compra inicial de 12 unidades. Las primeras pruebas de vuelo revelaron que la USN HU2K era mucho más pesado que había prometido y le faltaba potencia, el HU2K-1 pasó a ser designado UH-2B. El UH-2 tenía doble turbina T58 y fue utilizado desde los portaaviones para misiones d búsqueda y rescate. El fuselaje continuó con nuevas mejoras, estaciones de almacenes externos, mayor capacidad de transporte de combustible interno, capacidad para transportar un Radar externo, un cable de carga central y un cable de rescate lateral.
El UH-2 fue seleccionado para ser un helicóptero táctico para guerra antisubmarina, conocida como Alerta Mark I, los sensores avanzados, los procesadores y capacidades, de la nueva pantalla de control de a bordo del helicóptero, permitió ampliar sus misiones de reconocimiento de la posición de barcos enemigos, más allá de las limitaciones de la línea de visión del horizonte, que impiden a los radares de a bordo del barco que lo transporta como nave nodriza, superando las limitaciones de las cortas distancias de detección acústica y el procesamiento de las amenazas asociadas bajo el agua, con sonares montados bajo el casco del barco. 
El sistema de Alerta temprana estaba equipado en el nuevo modelo SH-2F, esta variante ha mejorado los motores, aumentando la vida operativa del rotor, y ofrece un mayor peso de despegue. En 1981, la Marina ordenó la producción de la nueva variante SH-2FS. En 1987, 16 SH-2FS fueron mejorados con la barbilla montado equipos de Sensores de infrarrojos (FLIR), paja (AIRBOC) / cohetes, trasera de doble montado codificadores IR, y de misiles / Mina equipos de detección. 
Los helicópteros H-2 en el inventario de la Marina, fueron reconstruidos en la nueva versión SH-2FS. La producción final del SH-2F fue en 1986. Las últimos órdenes para la producción de SH-2FS fueron cambiados a la variante SH-2G Súper Seasprite.
Actualmente, estos helicópteros son ofrecidos a países amigos para ayudar en la lucha contra el narcotráfico, detección de transporte de barcos y submarinos con drogas, apoyo a naves Guarda Costas y como helicóptero de rescate.

## Variantes

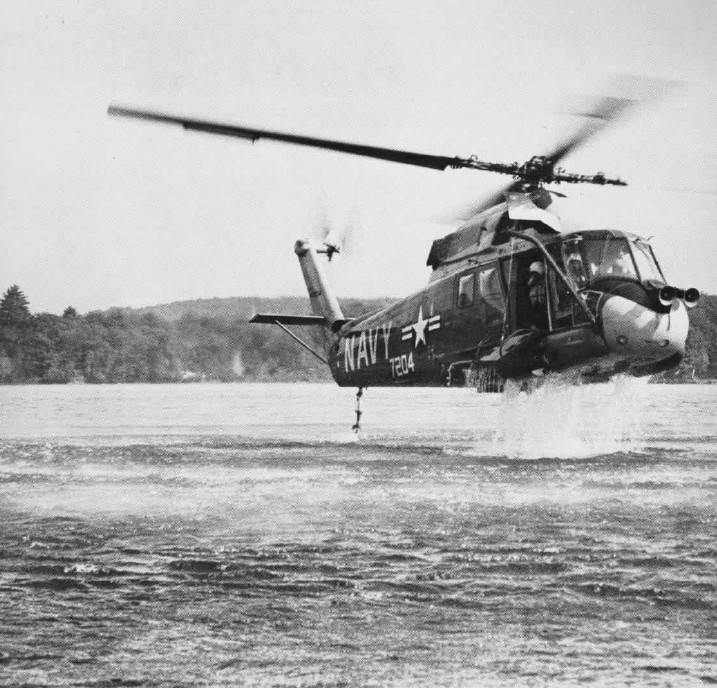
Prototipo YUH-2A Seasprite.

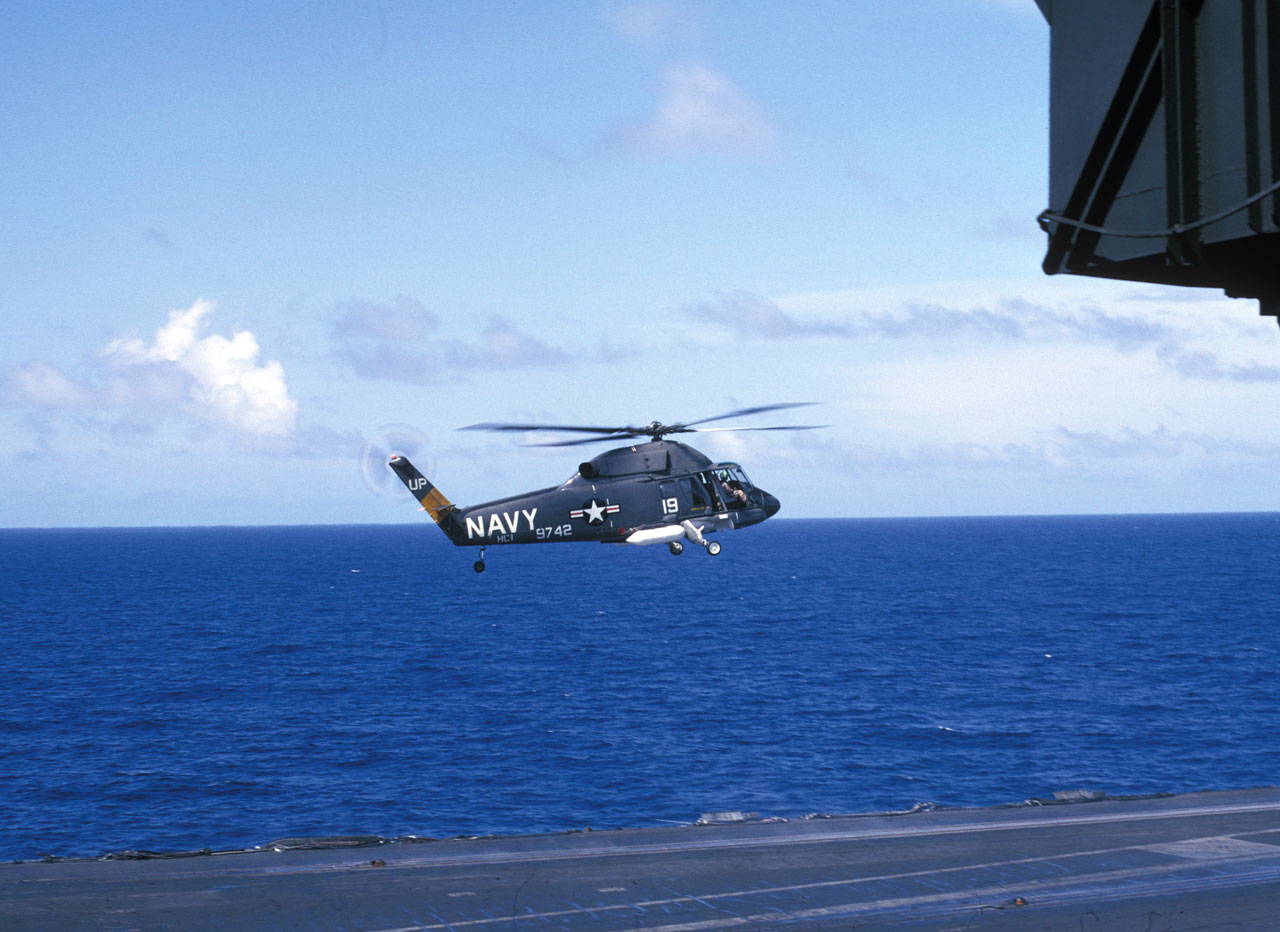
Un UH-2A en el USS Kitty Hawk, marzo de 1966.

YHU2K-1Cuatro prototipos de pruebas de vuelo y evaluación de tecnología.
HU2K-1Versión inicial de producción, helicóptero de transporte utilitario propulsado por un motor turboeje General Electric T58-GE-8B de 932 kW (1.250 HP). Redesignado UH-2A en 1962. 88 fabricados.
UH-2BHelicóptero de transporte utilitario. 102 fabricados.
H-2 TomahawkVersión artillada basada en el UH-2A. Fue construido un prototipo y probado en el Ejército de los Estados Unidos en 1963. El Ejército lo selección en noviembre de 1963 pero los planes para adquirir 220 helicópteros H-2 fueron sustituidos por pedidos adicionales de helicópteros UH-1.
UH-2CHelicópteros UH-2A y UH-2B equipados con dos motores General Electric T58-GE-8B. Un antiguo UH-2A sirvió como prototipo y después se hicieron 40 conversiones de aparatos UH-2A y UH-2B.
NUH-2CUn helicóptero de prueba y evaluación. UH-2C equipado para portar y disparar misiles aire-aire AIM-9 Sidewinder y AIM-7 Sparrow III.
NUH-2DRedesignación del helicóptero NUH-1C.
HH-2CHelicóptero de búsqueda y rescate, armado con una ametralladora Minigun en una torreta montada debajo del morro. Seis conversiones.
HH-2DHelicóptero de búsqueda y rescate, en este caso desprovisto de topo tipo de armamento o blindaje. 67 conversiones de aparatos UH-2A y UH-2Bs.
SH-2DHelicóptero de guerra antisubmarina, 20 conversiones de los modelos más recientes.
YSH-2EDos helicópteros de prueba y evaluación, equipados con un avanzado radar y equipamiento LAMPS.
SH-2FHelicóptero de guerra antisubmarina, versión mejorada con dos motores turboeje General Electric T58-GE-8F de 1.007 kW (1350 HP). Conversiones de SH-2D y modelos recientes.
YSH-2G1 prototipo del SH-2G convertido desde un SH-2F.
SH-2G Super SeaspriteHelicóptero de guerra antisubmarina y antisuperficie, propulsado por dos motores turboeje General Electric T700-GE-401 de 1.285 kW (1.723 HP).

## Operadores
Estados Unidos
- Armada de los Estados Unidos. SH-2F retirado en 1993.

 Nueva Zelanda
- Real Fuerza Aérea de Nueva Zelanda.[3]

 Perú
- Marina de Guerra del Perú

## Especificaciones

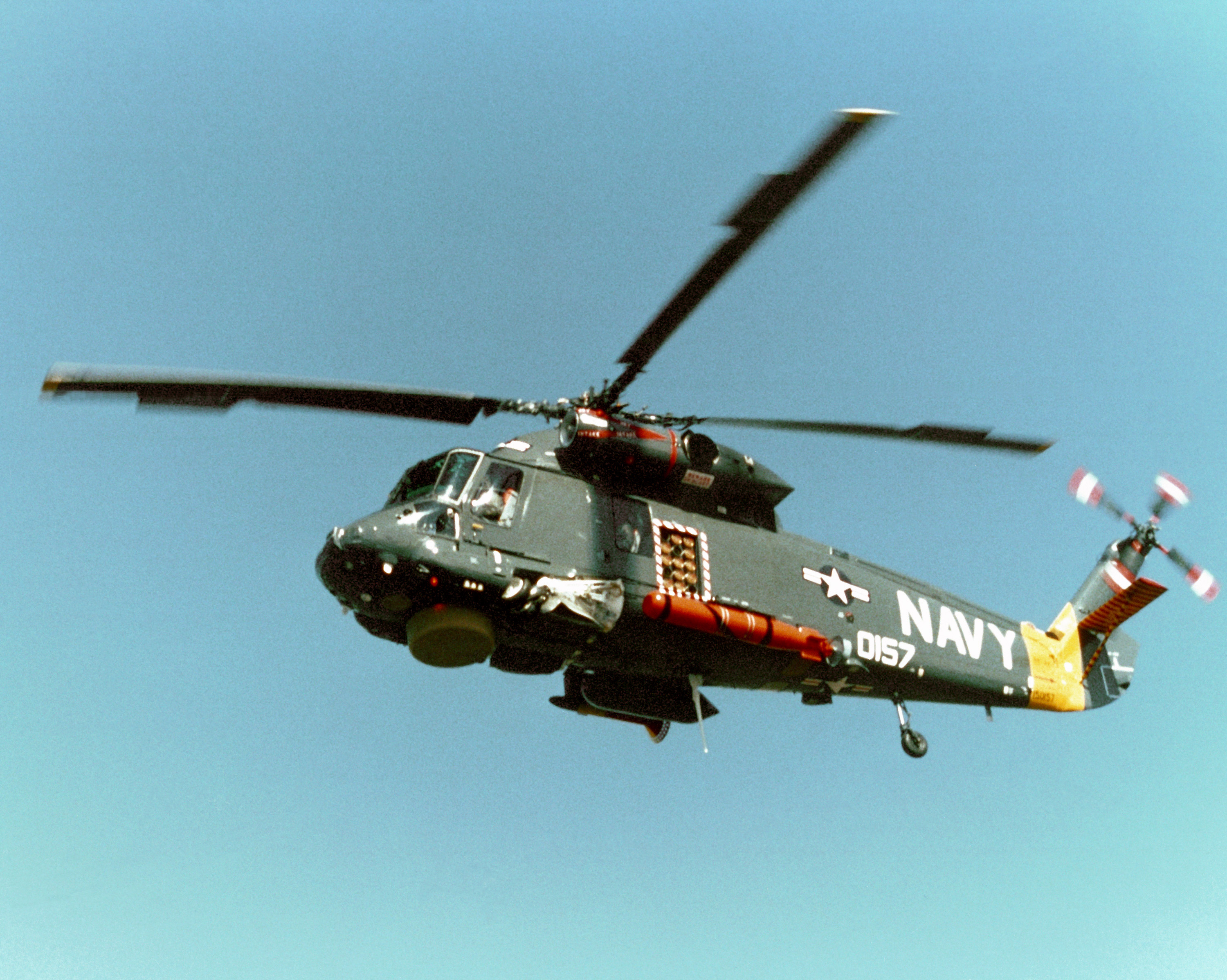
SH-2F

### UH-2A
Referencia datos: Carrier Aviation Air Power Directory.

### Características generales
- Tripulación: 2 (piloto y copiloto)
- Longitud: 15,90 m
- Diámetro rotor principal: 13,41 m
- Altura: 4,11 m
- Área circular: 141,26 m²
- Peso vacío: 2.127 kg
- Peso máximo al despegue: 4.627 kg
- Planta motriz: 1× turboeje General Electric T58-GE-8B.
  - Potencia: 1.137 kW 1.525 HP
- Hélices: rotor principal de 4 palas y rotor de cola de 3.

### Rendimiento
- Velocidad nunca excedida (Vne): 278 km/h (150 nudos)
- Velocidad máxima operativa (Vno): 261 km/h (141 nudos)
- Velocidad crucero (Vc): 222 km/h (120 nudos)
- Alcance: 1.080 km
- Techo de vuelo: 5.305 m (17.400 ft)

### SH-2F
Referencia datos: The Encyclopedia of World Military Aircraft.

### Características generales
- Tripulación: 3 (piloto, copiloto/coordinador táctico (TACCO por sus siglas en inglés), y operador de sensores (SENSO en inglés))
- Longitud: 15,9 m
- Diámetro rotor principal: 13,41 m
- Altura: 4,72 m
- Área circular: 141,26 m²
- Peso vacío: 3.193 kg
- Peso máximo al despegue: 5.805 kg
- Planta motriz: 2× turboeje General Electric T58-GE-8F.
  - Potencia: 1.007 kW 1350 HP cada uno.
- Hélices: rotor principal y rotor de cola ambos de 4 palas.

### Rendimiento
- Velocidad máxima operativa (Vno): 265 km/h (143 nudos)
- Velocidad crucero (Vc): 241 km/h (130 nudos)
- Alcance: 679 km
- Techo de vuelo: 6.860 m (22.500 ft)

### Armamento
- Misiles: diversos tipos de misiles antibuque y también AGM-65 Maverick
- Otros: 2× torpedos Mk 46 o Mk 50

### Desarrollos relacionados
- Kaman SH-2G Super Seasprite
- Kaman H-2 Tomahawk

### Aeronaves similares
- SH-60 Seahawk
- Westland Lynx

### Secuencias de designación
- Secuencia HU_K (Helicópteros Utilitarios de la Armada estadounidense, 1950-1962 (Kaman, 1950-1962)): HUK - HU2K
- Secuencia H-_ (Helicópteros estadounidenses, redesignación de 1962 usando números antiguos): H-1 (UH-1/N/Y, AH-1/J/T/W/Z) - H-2/G/Tomahawk - H-3 (SH-3, CH-3/HH-3) - H-4 - H-5 →

### Listas relacionadas
- Anexo:Aeronaves de la Fuerza Aérea de los Estados Unidos (históricas y actuales)
- Anexo:Aeronaves militares de los Estados Unidos (navales)